# 靖海路
靖海路是中國廣州市越秀區的一條南北走向的道路，位於长堤大马路以北，一德路以南。長204米，寬22米。

## 歷史

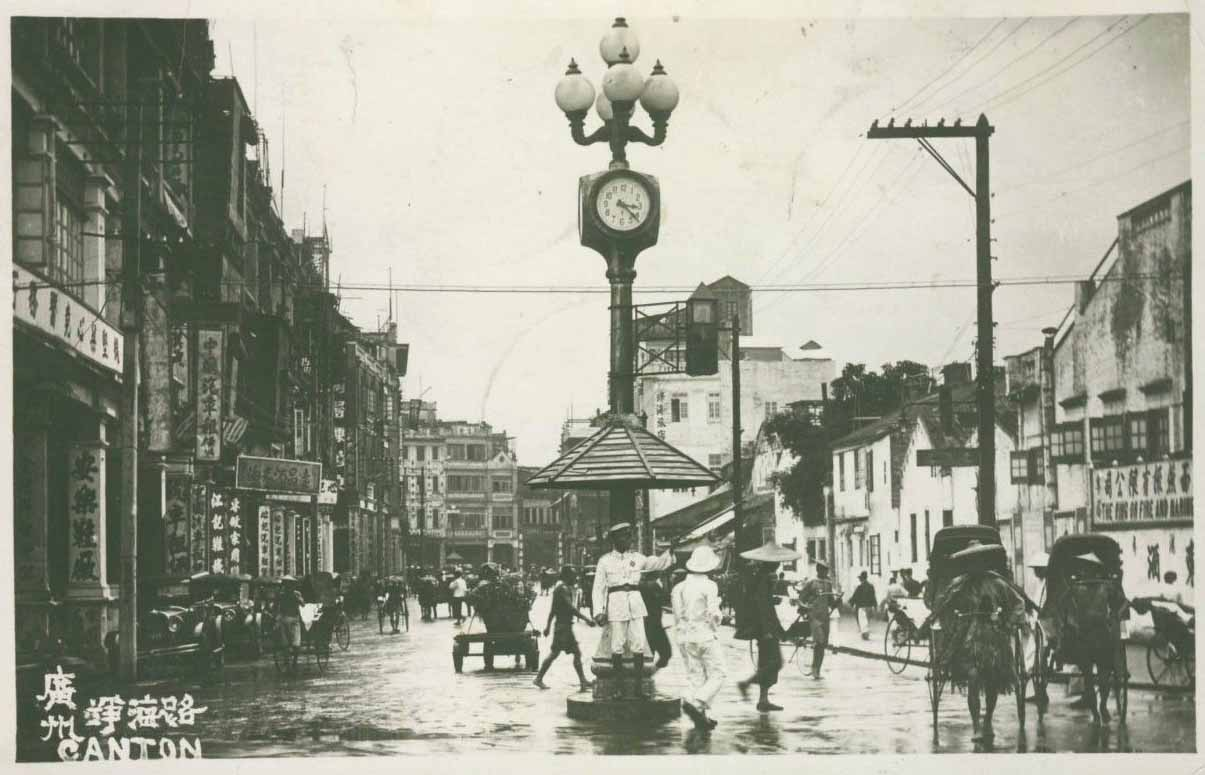
1936年的靖海路。

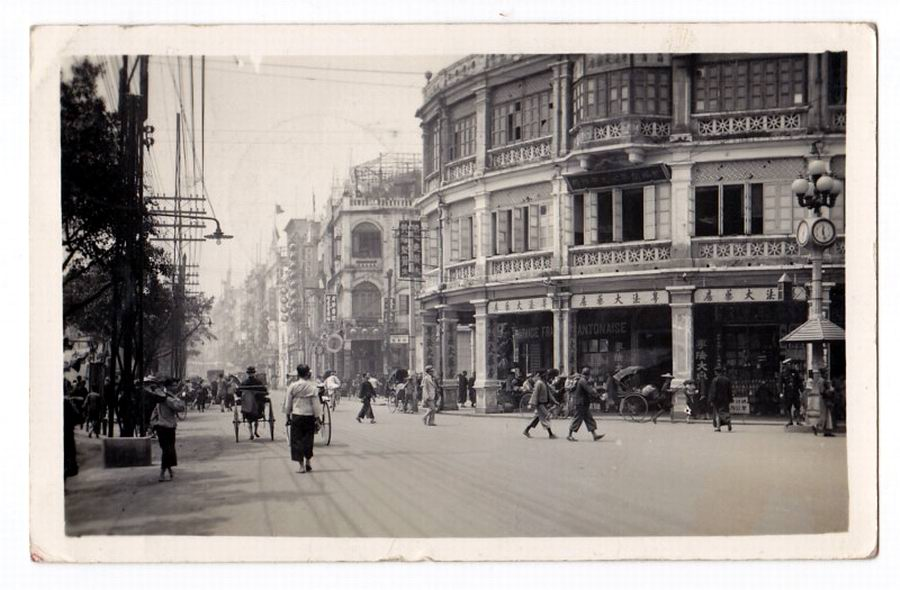
1937年，靖海路與長堤大馬路的交界處（東往西方向），右側是靖海路。

1930年，廣州市政府擴展靖海門外靖海直街，建成騎樓式馬路靖海路。

## 特色
靖海路雖短，但鄰近長堤海皮（珠江江岸），是一條著名的騎樓街。沿路主要有批發零售精品、食品商舖經營。

## 道路旁著名建築
由北往南排列
- 廣州醫學院第一附屬醫院
- 嶺南中醫舘

## 交通
巴士
- 廣醫一院（靖海路）總站
- 靖海路口站

渡輪
- 省總碼頭

23°6′55.36″N 113°15′23.11″E / 23.1153778°N 113.2564194°E